# 芭比·费雷拉
芭芭拉·塞佩·费雷拉（Barbara Seppe Ferreira，1996年12月14日—）是一位巴西裔美国女演員和模特兒。因在《亢奋》（2019-2022）中饰演凯特·埃尔南德斯而闻名。

## 早年
1996年12月14日出生于纽约市东哈莱姆。 早年在纽约市皇后區度过，后来搬到新泽西州梅伍德 (新澤西州)。 就读于哈肯萨克高中。

## 个人生活
酷儿，自 2019 年以来一直与音乐家艾丽·帕克特（Elle Puckett）交往。她之前曾与艺术家格斯·达珀顿（Gus Dapperton）约会过。

## 作品列表
| 年份      | 作品     | 作品 | 角色                          | 備註            |
| 年份      | 角色     | 備註 | 角色                          | 備註            |
| --------- | -------- | ---- | ----------------------------- | --------------- |
| 2018      | 离婚     |      | 艾拉 （Ella）                     | 共2集           |
| 2019-2022 | 亢奋     |      | 凯瑟琳·“凯特”·埃尔南德斯 （Katherine "Kat" Hernandez） | 出演主角        |
| 2020      | 未怀孕   |      | 贝利·巴特勒 （Bailey Butler）              |                 |
| 2022      | 余兴派对 |      | 柳 （）                       |                 |
| 2022      | 不！     |      | 尼斯湖水怪莱斯利 （Nessie Leslie）         | 剧集 《Danner》 |

## 外部連結
- 芭比·费雷拉在互联网电影资料库（IMDb）上的資料（英文）
- 芭比·费雷拉在豆瓣上的资料（简体中文）
- 芭比·费雷拉的Instagram帳戶